# Marina Kaljurand
Marina Kaljurand, nata Rajevskaja (Tallinn, 6 settembre 1962), è una politica, diplomatica ed ex giocatrice di badminton estone, Ministro degli Affari Esteri dal 2015 al 2016 e successivamente eurodeputata dal 2019.

## Biografia
Di origini lituane da parte di padre e russe da parte di madre, dopo gli studi all'Università di Tartu, Marina Kaljurand ottenne una borsa di studio che la portò a conseguire un master in diritto internazionale presso l'Università Tufts negli Stati Uniti d'America. Fu più volte campionessa nazionale di badminton.
In seguito lavorò come Sottosegretario al Ministero degli Affari Esteri e fu impegnata in missioni diplomatiche come ambasciatrice estone: dal 2004 al 2006 in Israele, dal 2005 al 2008 in Russia, dal 2007 al 2011 in Kazakistan, dal 2011 al 2013 in Canada e dal 2011 al 2014 negli Stati Uniti e in Messico.
La lunga esperienza diplomatica della Kaljurand la portò ad essere scelta dal primo ministro del Partito Riformatore Estone Taavi Rõivas come Ministro degli Affari Esteri all'interno del suo secondo esecutivo, in sostituzione di Keit Pentus-Rosimannus. La Kaljurand divenne popolarissima, tanto che tutti i principali sondaggi la davano in netto vantaggio per le imminenti elezioni del Presidente della Repubblica, nonostante lei non avesse ufficialmente formalizzato la propria candidatura. Poiché il Partito Riformatore intendeva appoggiare come candidato l'ex primo ministro Siim Kallas, la Kaljurand suggerì che potevano appoggiare la sua candidatura nel collegio elettorale e la candidatura di Kallas in parlamento ma il Partito Riformatore decise di presentare come proprio candidato Kallas in entrambe; tale scelta portò Marina Kaljurand ad abbandonare l'esecutivo e a concorrere alle presidenziali senza l'appoggio di alcun partito. Al primo turno si piazzò quarta, non riuscendo così ad avanzare al ballottaggio. Quando al secondo turno non si riuscì a decretare un vincitore tra Kallas e l'ex cancelliere Allar Jõks, la decisione tornò nuovamente al parlamento, ma la Kaljurand scelse di non ripresentare la propria candidatura e alla fine venne scelta come nuova Presidente l'indipendente Kersti Kaljulaid.
Nel 2018 Marina Kaljurand si unì al Partito Socialdemocratico e annunciò la propria candidatura sia per le successive elezioni parlamentari sia per le europee. Eletta al Riigikogu, restò in carica solo pochi mesi poiché lasciò il seggio dopo essere stata eletta eurodeputata. Al Parlamento Europeo si affiliò all'Alleanza Progressista dei Socialisti e dei Democratici.

## Vita privata
Kaljurand parla tre lingue: estone, russo e inglese. È sposata con due figli: la figlia Kaisa (nata nel 1987) e il figlio Kristjan (nato nel 1992). I suoi hobby sono la lettura, le lunghe passeggiate con i suoi due cani e il badminton. È una pluricampionessa nazionale estone di badminton (1980-1991). È anche membro dell'Estonian Scottish Terrier Association.